# Castillo de Vajdahunyad

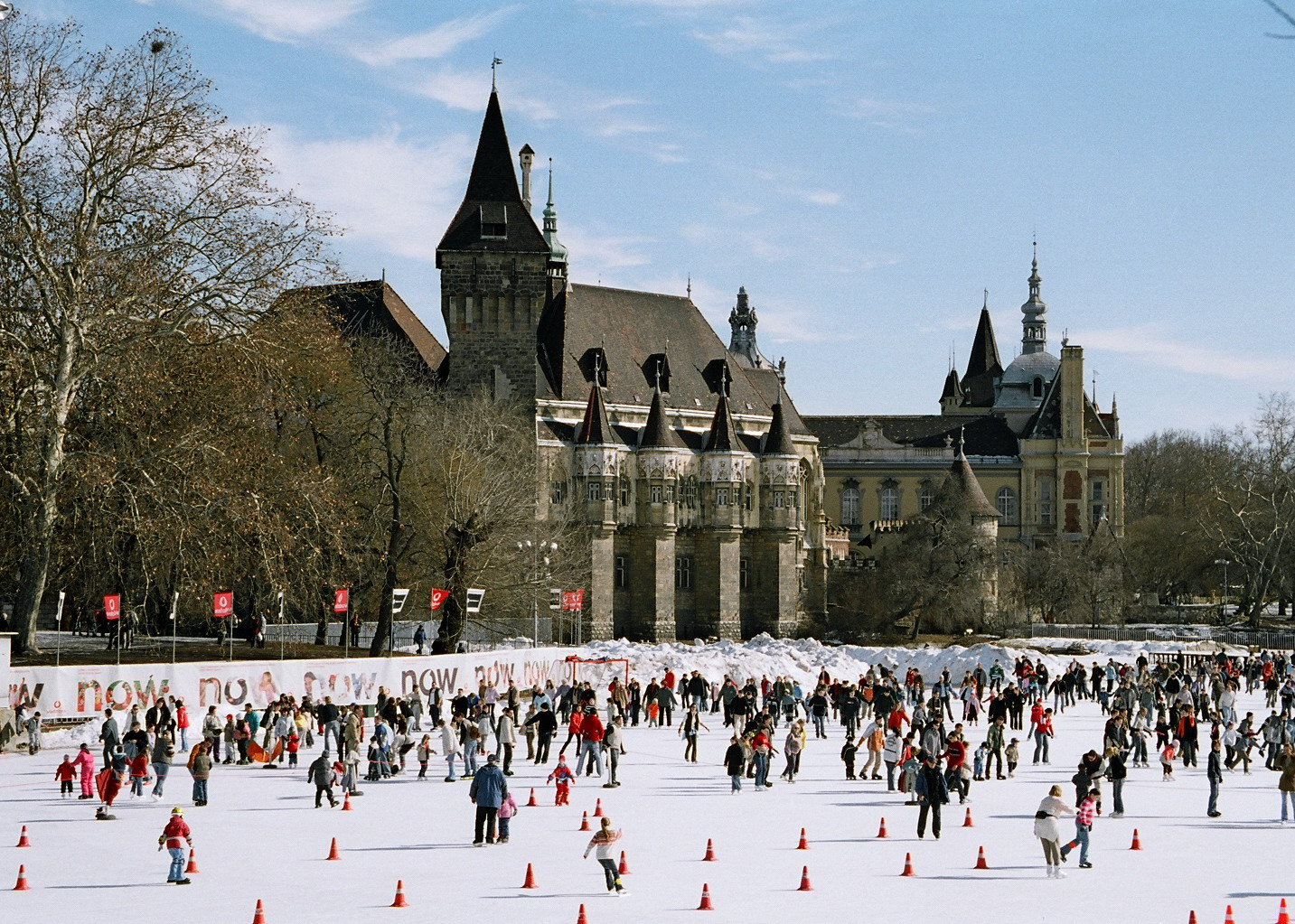
Imagen del castillo y de la pista de patinaje habilitada en uno de sus costados

El castillo de Vajdahunyad (en húngaro: Vajdahunyad vára) se encuentra en el parque de la Ciudad, Budapest, Hungría. Se construyó entre 1896 y 1908 según el diseño de Ignác Alpár. En parte, se trata de una copia del castillo de Hunyad, en Transilvania, Rumania, aunque también es una muestra de diferentes estilos arquitectónicos.
Inicialmente se levantó en madera y cartón para la Exposición del Milenio de Hungría de 1896, pero tuvo tanto éxito que se reconstruyó más tarde utilizando piedra y ladrillo.
Hoy en día, alberga el Museo de Agricultura.

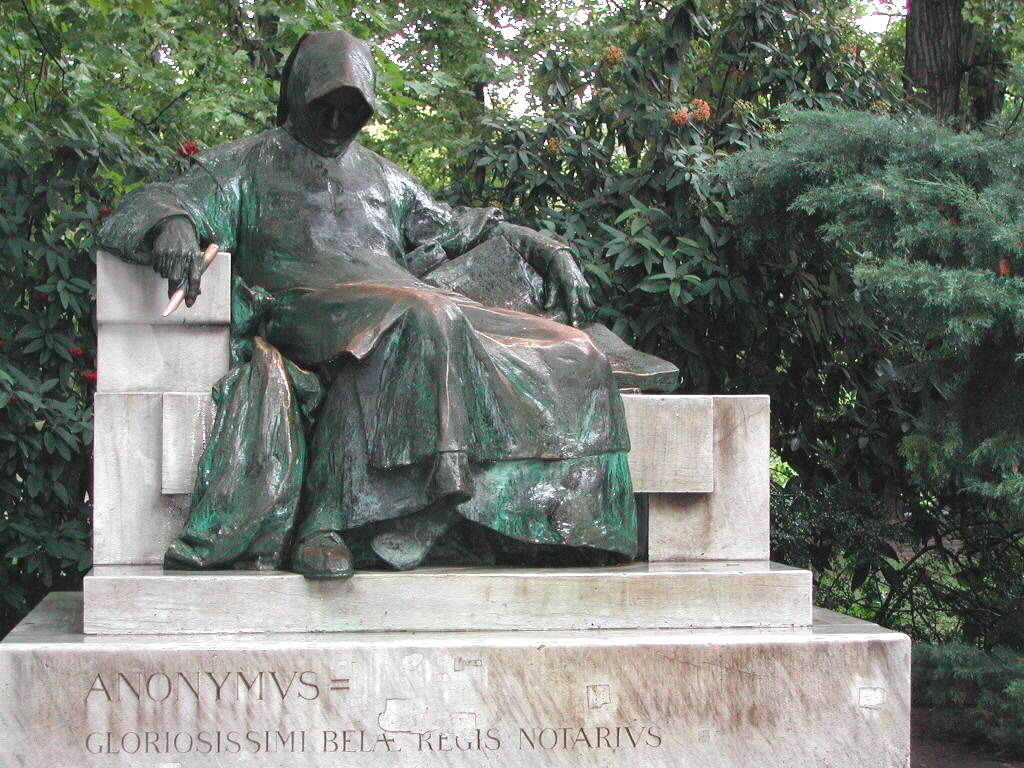
Estatua de Anonymus, en el castillo de Vajdahunyad.

La estatua de Anonymus, también en los terrenos del castillo, es la imagen de un cronista del siglo XII (probablemente del rey Béla II). Fue el autor de los primeros libros históricos sobre los antiguos húngaros, basados en su mayor parte en leyendas.

## Ubicación

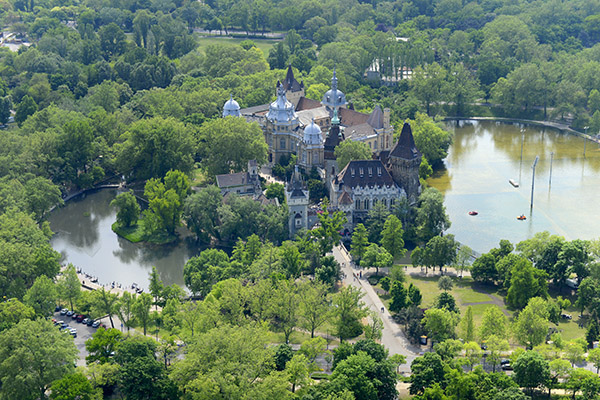
Vista aérea del parque de la ciudad de Budapest, con el castillo de Vajdahunyad

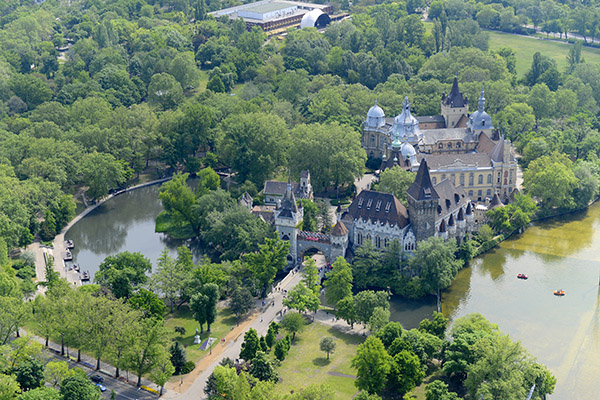
Otra vista aérea del parque

El castillo de Vajdahunyad se encuentra cerca de la plaza de los Héroes, en el centro del bosque de la Ciudad de Budapest. El castillo está situado en la isla Széchenyi dentro del lago artificial del bosque de la Ciudad (Városligeti-tó), que se utiliza, entre otras cosas, como pista de patinaje sobre hielo en invierno. Está conectado al resto del parque por cuatro puentes. La representativa puerta del castillo se encuentra en el lado noroeste de la propiedad.

## Historia
Con motivo de las celebraciones del milenario de la toma de posesión húngara bajo Árpád, cuyo centro sería la Exposición del Milenio en el Bosque de la Ciudad, se convocó en 1893 un concurso de arquitectura para el grupo central de pabellones de la exposición. En la segunda ronda, que exigía "replicas fieles" de edificaciones nacionales húngaras, el diseño de Ignác Alpár se impuso. En el centro de los planes estaba una réplica del ala principal del Castillo Hunedoara medieval (Vajdahunyadi vár en húngaro) en Transilvania. Sin embargo, el nombre de castillo de Vajdahunyad rápidamente se impuso para referirse a todo el complejo de edificios. 
Alpár agrupó la estructura según el estilo arquitectónico de los pabellones en tres partes: edificios románicos, góticos y renacentistas o barrocos. Además del castillo de Vajdahunyad, numerosas otras construcciones en el Reino de Hungría sirvieron como modelos. Entre las edificaciones románicas y góticas se encontraban el portal de la iglesia abacial de San Jorge en Ják, la capilla de Csütörtökhely (hoy Spišský Štvrtok, Eslovaquia) y la puerta de Catalina en Brașov (hoy Brașov, Rumanía). Los elementos renacentistas y barrocos estaban inspirados en varias construcciones de la Alta Hungría. El mobiliario en la parte barroca del edificio fue fabricado por la empresa Friedrich Otto Schmidt y se inspiró en el mobiliario del palacio de Esterházy en Fertőd.
El castillo de Vajdahunyad fue construido en 1896 inicialmente como una edificación temporal para la Exposición del Milenio y se suponía que sería desmantelada después. Sin embargo, debido a su gran popularidad, el Parlamento húngaro aprobó en 1900 una partida de 2.4 millones de coronas «para la construcción de un edificio permanente [para] el Museo de Agricultura».[2] La reconstrucción del castillo de Vajdahunyad con material permanente comenzó nuevamente en 1901 bajo la dirección de Ignác Alpár. La inauguración oficial, en la que también el Museo de Agricultura ocupó el edificio, tuvo lugar el 9 de junio de 1907. 
Durante la Segunda Guerra Mundial, el edificio fue alcanzado por seis bombas en 1944/45, dañando el ala renacentista y barroca. La restauración, en la que participó, entre otros, Alfréd Hajós, se completó en 1948. Durante los combates de la Revolución húngara de 1956, el castillo sufrió nuevamente daños y no fue completamente reconstruido hasta 1978-1985. Desde 1991, el castillo de Vajdahunyad es un monumento protegido.

## Arquitectura
El castillo de Vajdahunyad es considerado un representante importante del historicismo húngaro. En el complejo de edificios se encuentran numerosos estilos arquitectónicos en un espacio reducido, desde el románico hasta el barroco, pasando por el gótico y el renacentista.
Mientras que las partes románicas y góticas del edificio se agrupan alrededor de la fiel réplica del castillo de Hunyad, la gran parte del edificio en estilo renacentista y barroco no está directamente inspirada en otro edificio existente. Alpár se inspiró en las obras de los maestros barrocos Johann Lukas von Hildebrandt y Johann Bernhard Fischer von Erlach al diseñar esta edificación parecida a un castillo.

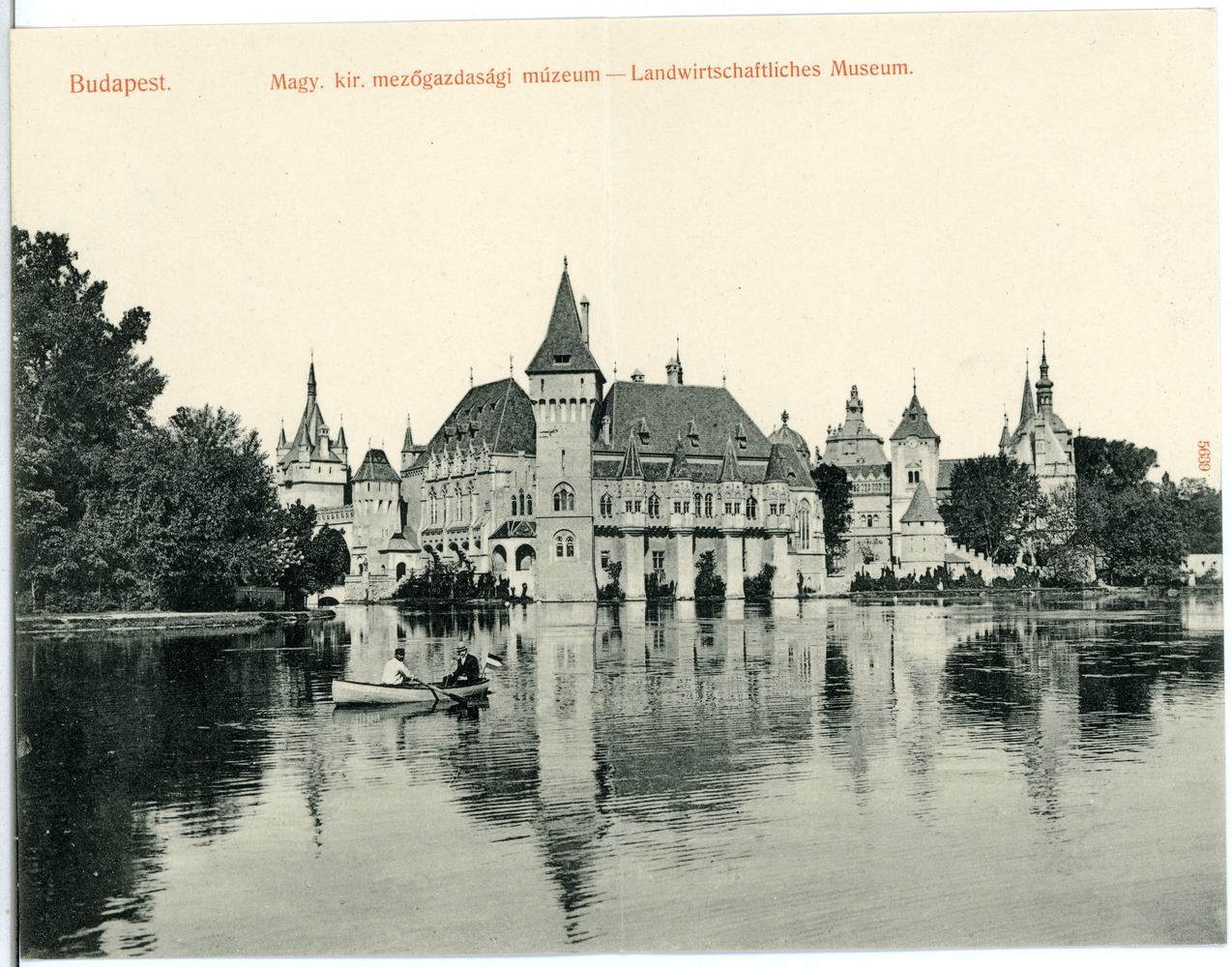
Vista del castillo en 1904
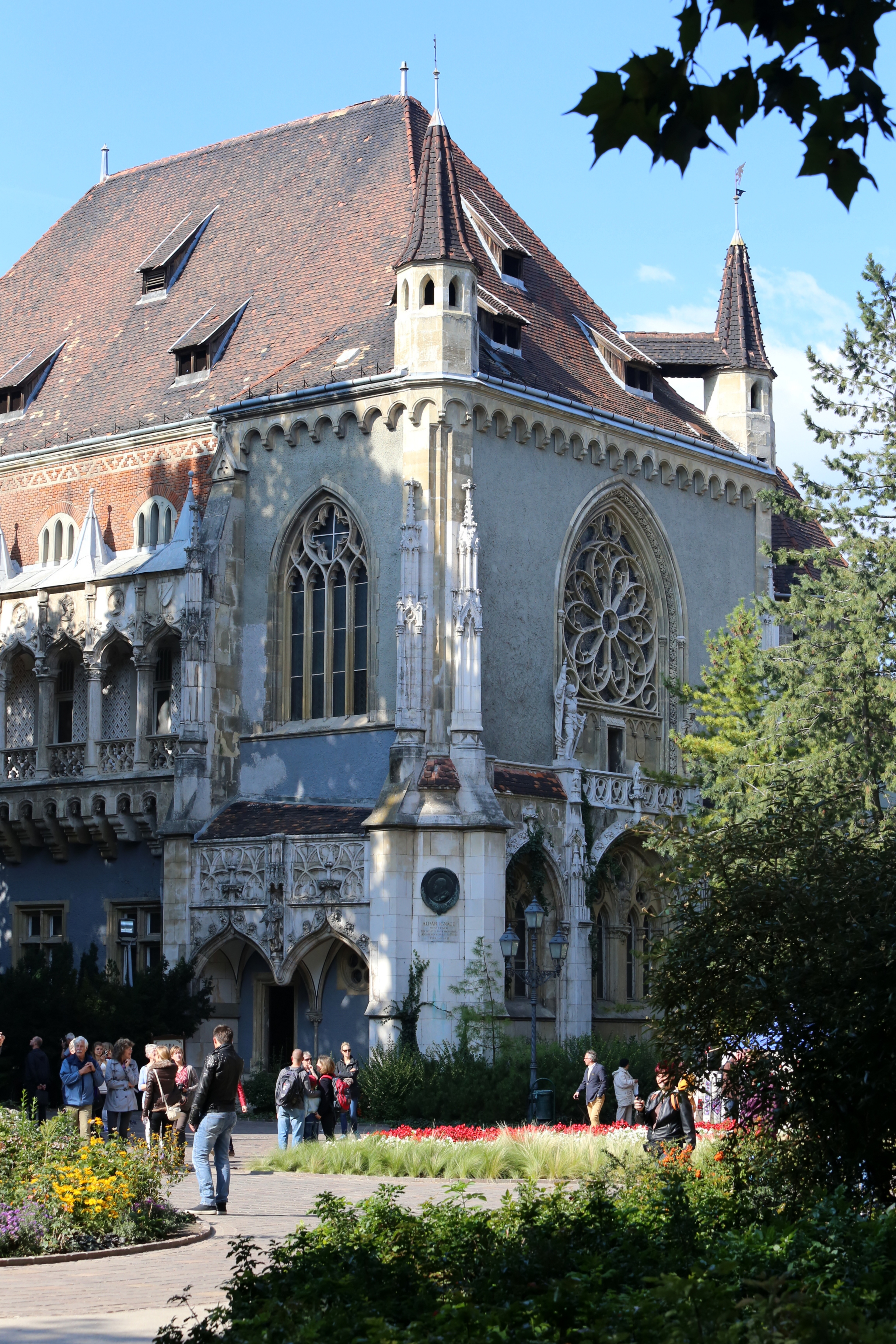
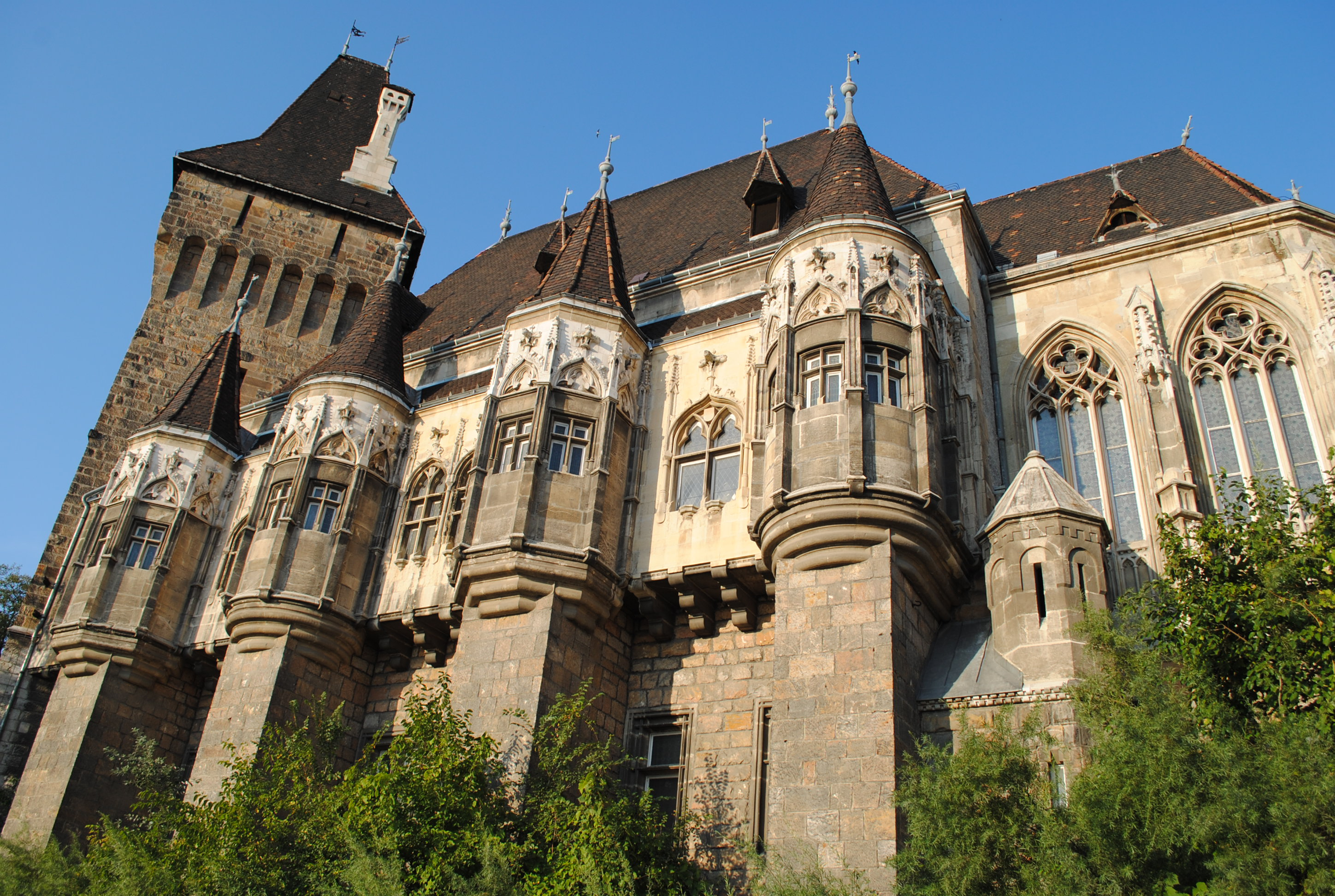
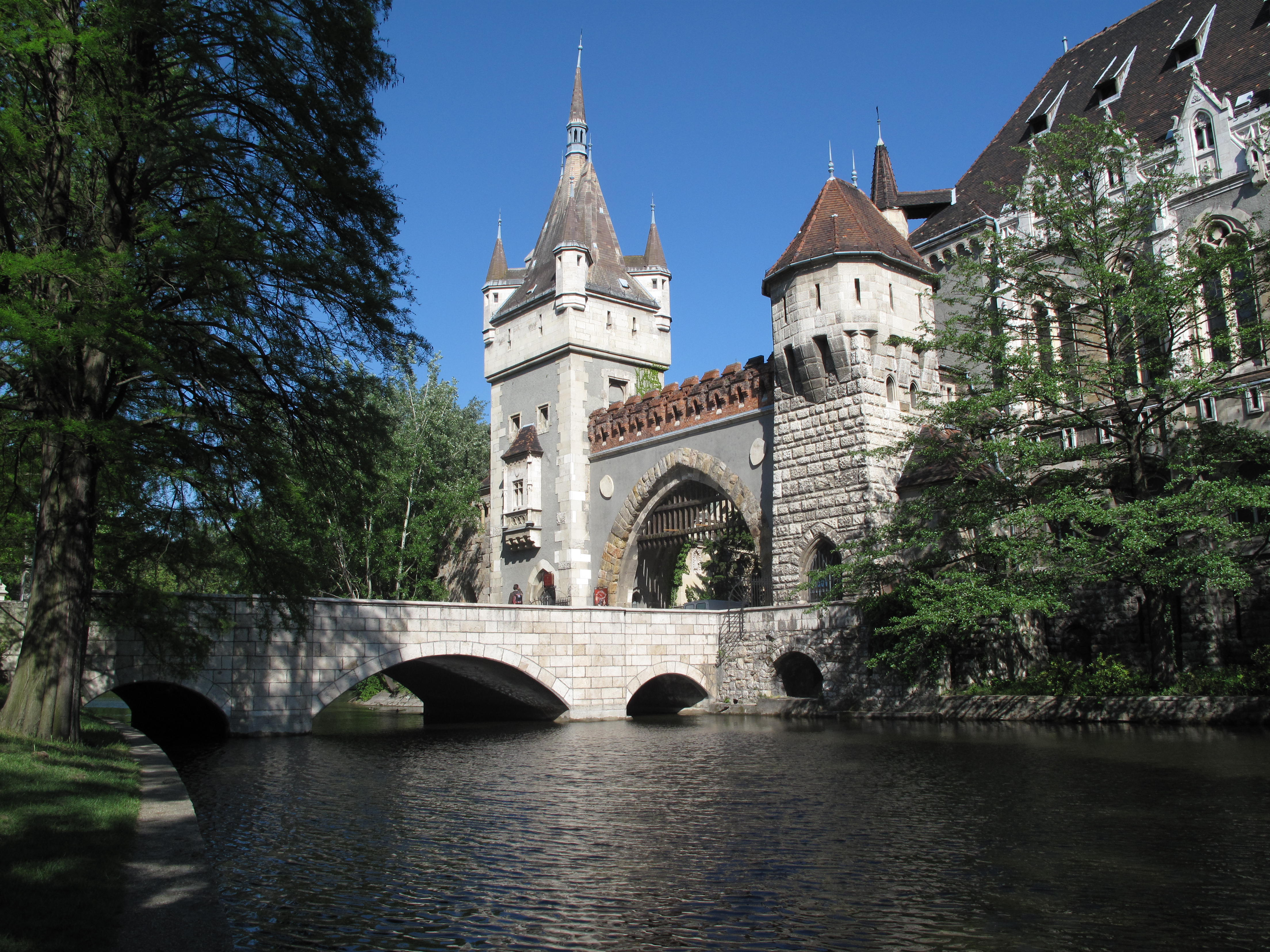
La Puerta Hidas o Nyilaskapu, con la Torre Segesvári a la izquierda y la Torre Tompa a la derecha, a la que conduce el Puente de Piedra del León
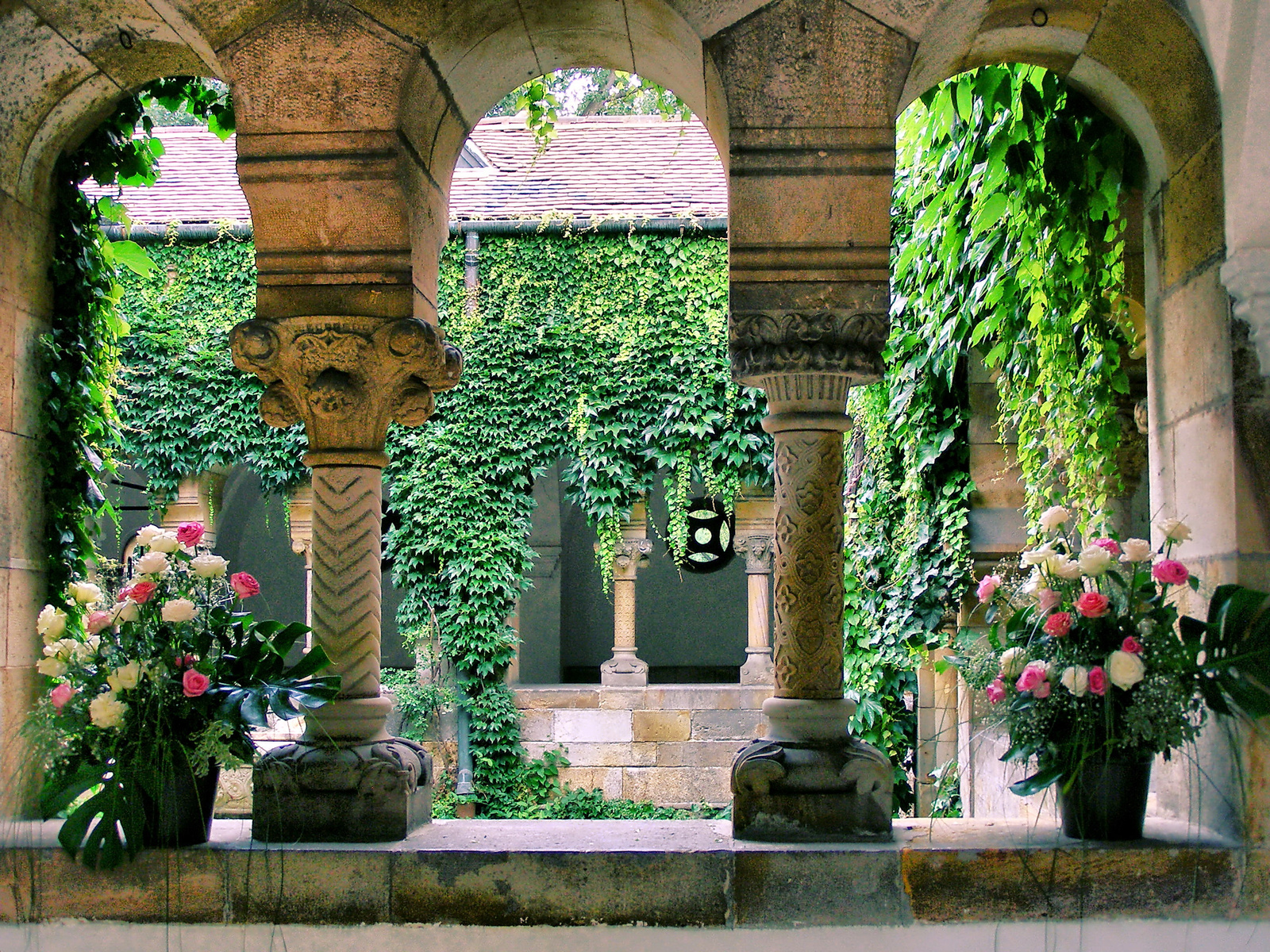
Una imitación de un claustro románico

Detalles replicados de la abadía de Ják
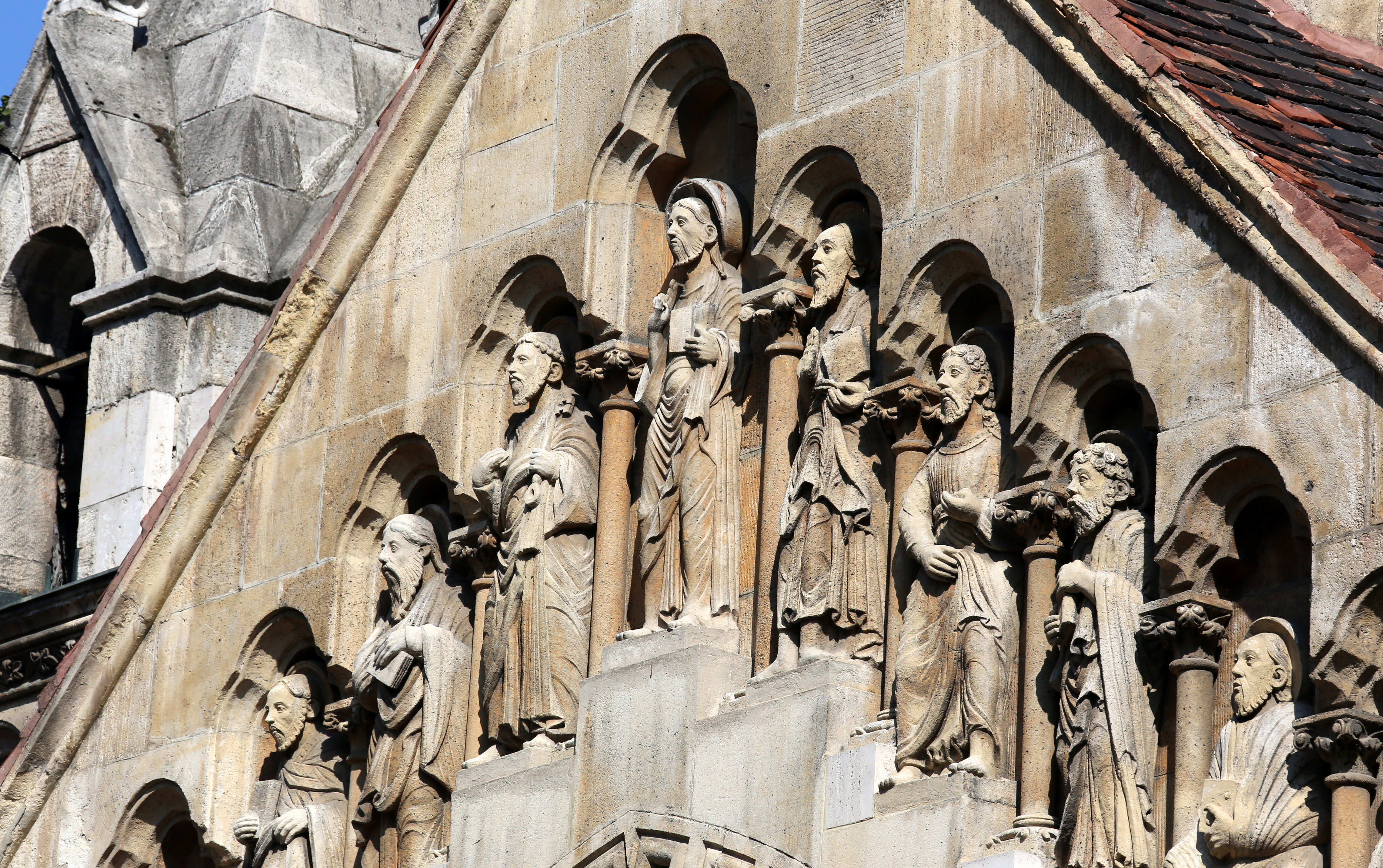
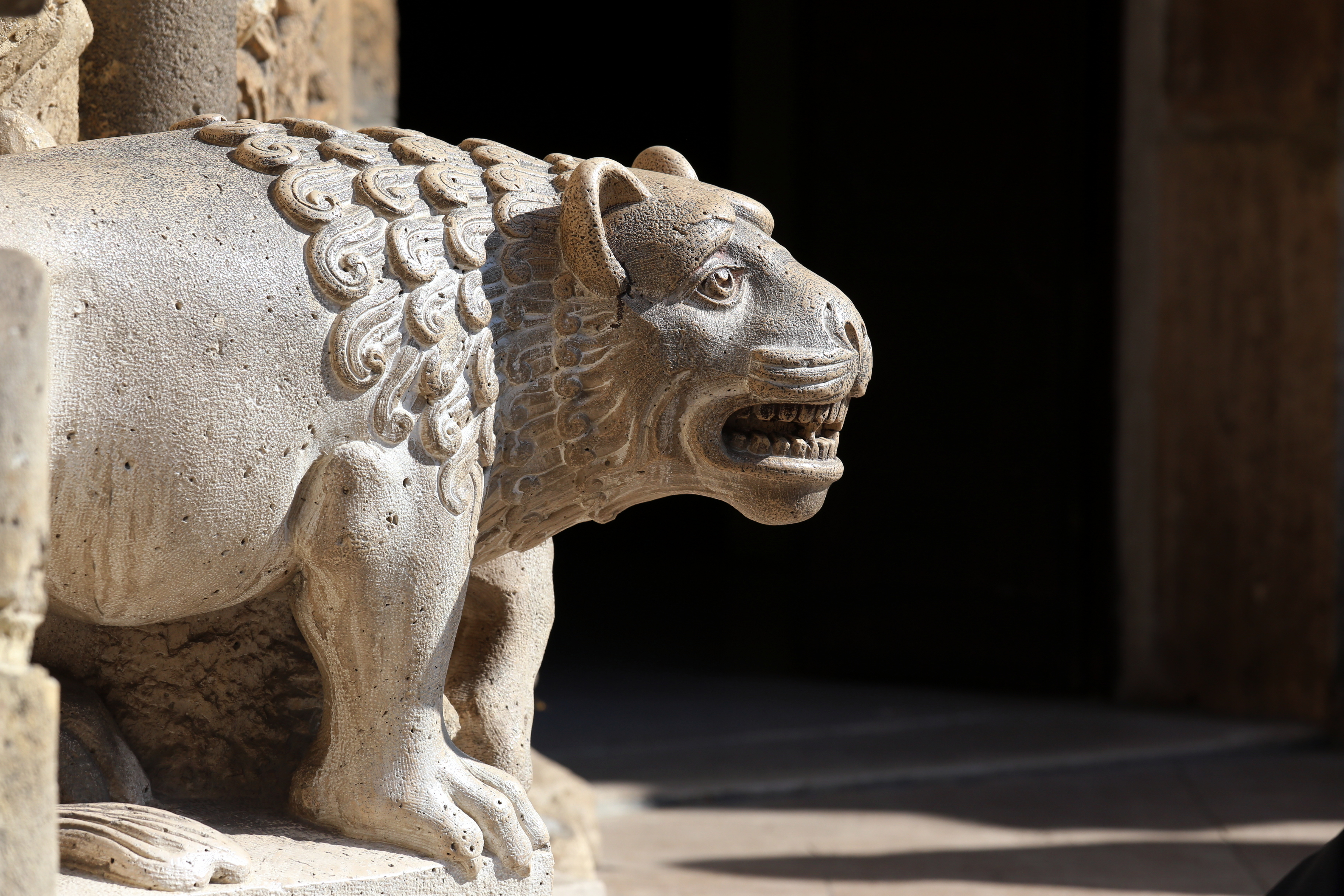
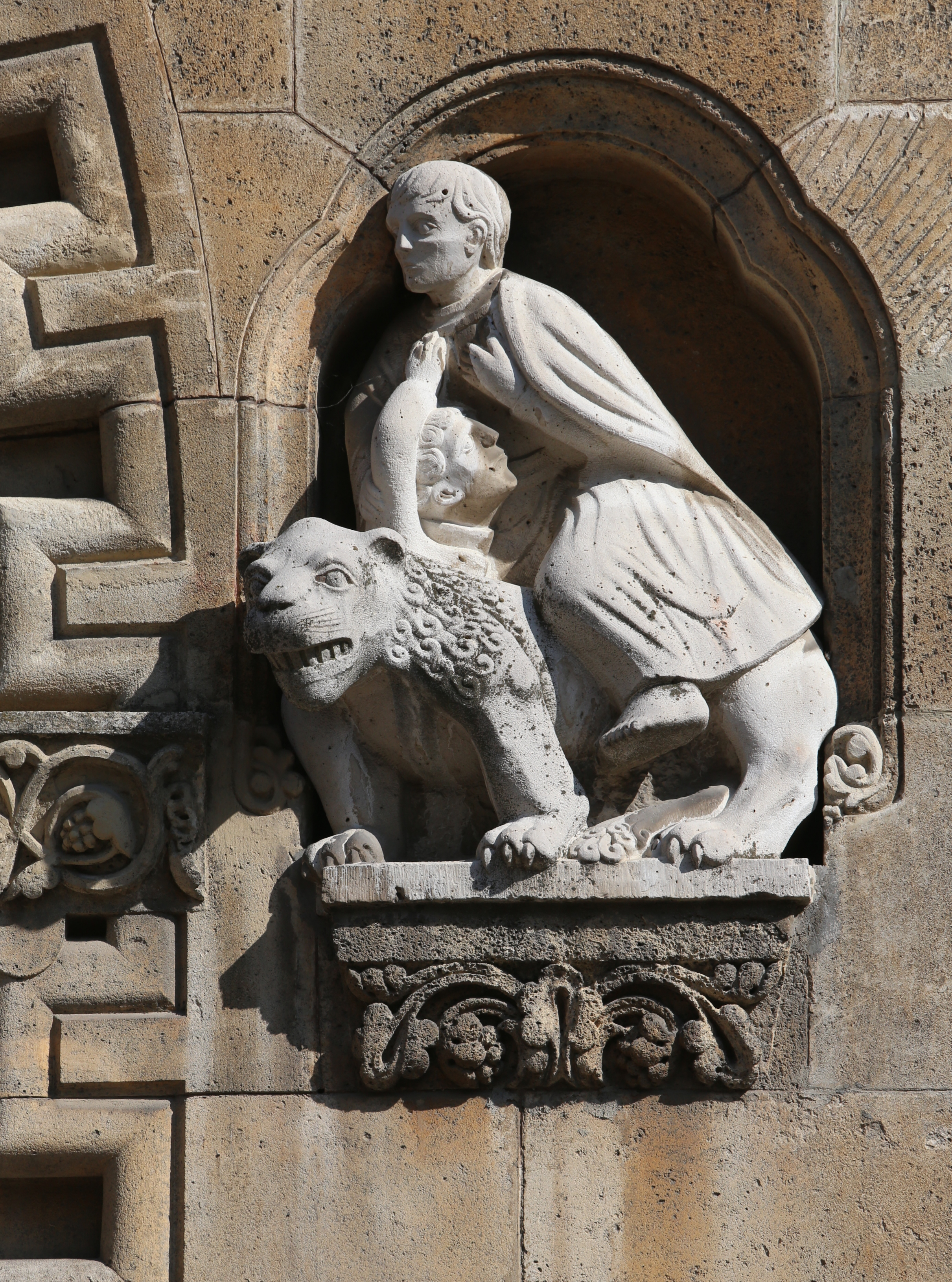
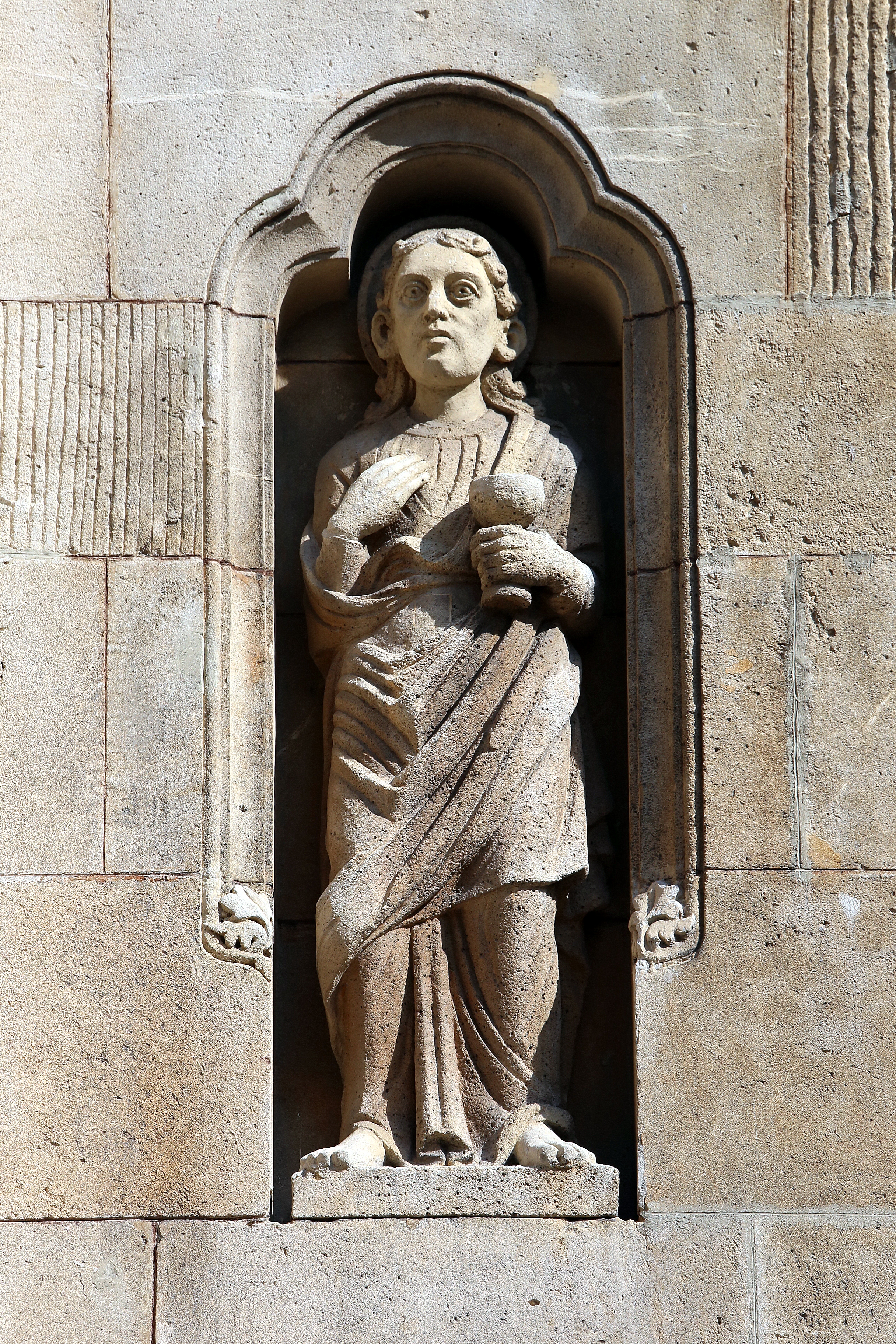
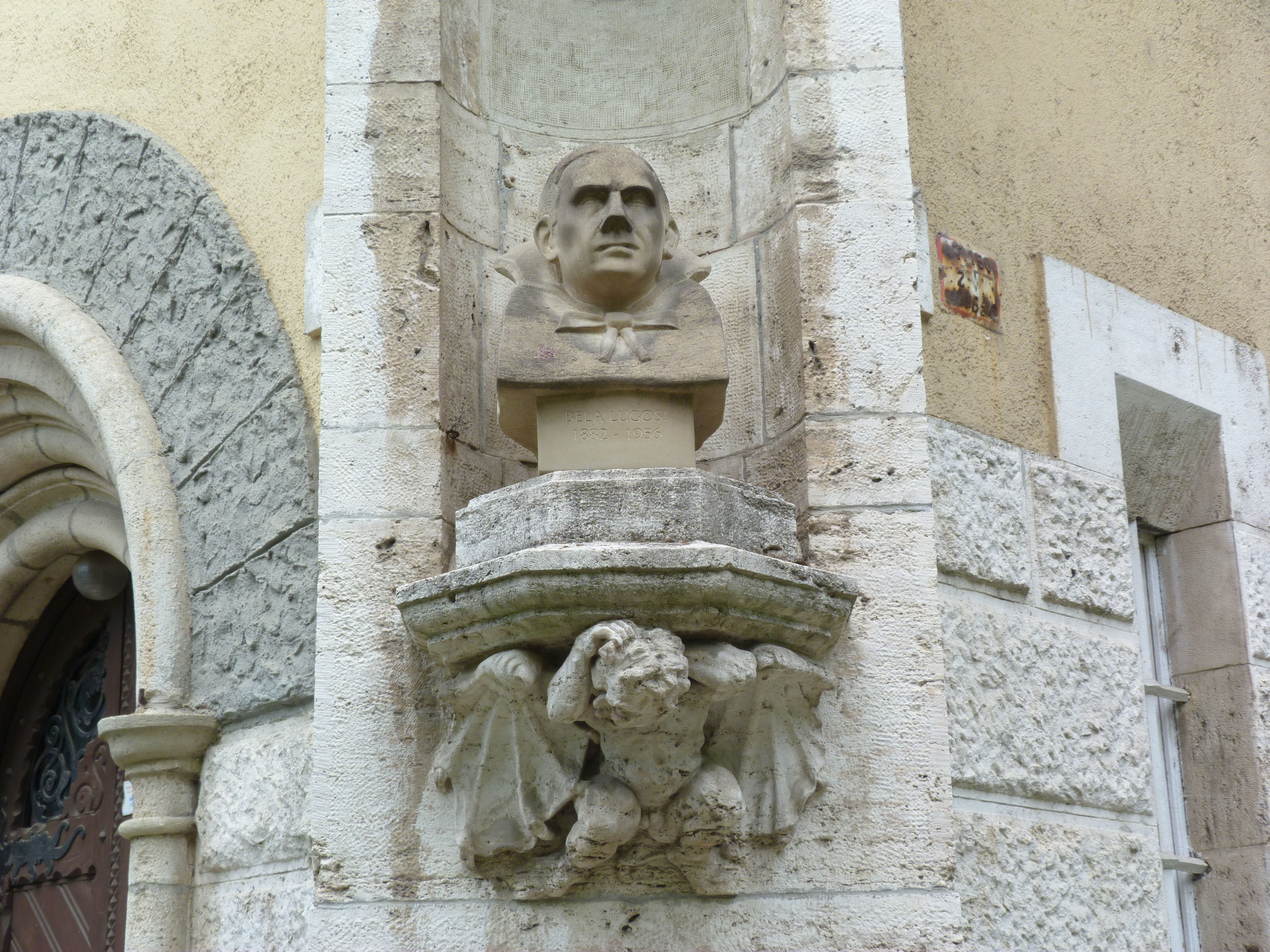
Estatua de la cabeza de Bela Lugosi en un nicho de piedra